# Turquesa
La turquesa o calaíta es un mineral de la clase 8 (fosfatos), según la clasificación de Strunz,  de color verde azulado. Es un fosfato de aluminio y cobre. Su fórmula es: CuAl6(PO4)4(OH)8·4H2O. Es un mineral relativamente poco frecuente, y, cuando es compacta y de buena calidad, ha sido muy apreciado como piedra preciosa y ornamental durante miles de años debido a su color inigualable. En la actualidad, como tantas otras gemas, es aparentemente mucho más común en el mercado de bisutería, debido a la introducción de tratamientos e imitaciones, algunas muy difíciles de detectar aun por expertos.
La palabra "turquesa"' es muy antigua y de origen indeterminado. Deriva del francés pierre turquoise, significando "piedra turca". Se piensa que esto surge de una confusión, ya que en Turquía no hay yacimientos de turquesa, pero eran comercializadas allí, y entonces la gema fue asociada con ese país.

## Propiedades
Incluso la más fina de las turquesas es bastante frágil, llegando a un máximo de dureza justo por debajo de 6 en la escala de Mohs, o ligeramente menos que un vidrio de ventana común. Generalmente se encuentra como masas criptocristalinas, y sus propiedades son bastante variables. A menor dureza presenta menor peso específico (oscilando entre 2,9 y 2,3) y mayor porosidad. El brillo de la turquesa es ceroso a casi vítreo, y generalmente es opaca, aunque puede ser ligeramente translúcida en pequeñas secciones. El color es tan variable como el resto de sus propiedades, abarcando desde el blanco hasta el azul oscuro y el azul cielo, y desde el azul-verdoso hasta el verde-amarillento. El color azul es atribuido a cobre, mientras que el verde puede ser el resultado de impurezas de hierro o la deshidratación. La turquesa aparece casi siempre en forma compacta, siendo muy raros los cristales, de tamaño milimétrico.

## Yacimientos y explotación
Es un mineral raro, de formación secundaria y se encuentra principalmente en regiones desérticas. La turquesa se encuentra entre las primeras gemas en ser extraída, y aunque muchos sitios históricos han sido mermados, algunos se encuentran en funcionamiento hasta la actualidad. Estos son todos a pequeña escala, generalmente operan temporalmente debido a la lejanía de los yacimientos entre otras razones. La mayoría son extracciones a mano, con escasa o ninguna mecanización. Sin embargo, la turquesa algunas veces es obtenida como un subproducto en las explotaciones mineras de cobre a gran escala, especialmente en los Estados Unidos. 

### España
En las explotaciones prehistóricas de variscita de Palazuelo de las Cuevas, en el municipio de San Vicente de la Cabeza (Zamora) y Can Tintorer, en Gavá (Barcelona), existe también turquesa, pero en pequeña cantidad. Ha aparecido ocasionalmente en las minas de wolframio de san Finx, en Lousame (La Coruña). Se encontraron también turquesas, asociadas a cuarzo y a ambligonita en la antigua mina San José,  en Valdeflores (Cáceres), en ejemplares de color azul verdoso. Se ha encontrado cristales milimétricos en Castrocalbón (León)

### Irán
Durante al menos 2000 años, la región alguna vez conocida como Persia se ha mantenido como la fuente de abastecimiento de turquesas más importante. Estas turquesas de "color perfecto" sólo se encuentran en una mina ubicada en la cima de la montaña Ali-mersai de 2012 metros, a 25 km de Mashhad, la capital de la provincia de Khorasan, Irán.

### Sinaí
Desde al menos la primera dinastía (c. año 3000 a. C.), las turquesas fueron utilizadas por los antiguos egipcios que las extraían de la península del Sinaí, llamada "País de turquesas" por los nativos. Hay seis minas en la región, todas en la costa sudoeste de la península, cubriendo un área de 650 km² aproximadamente. Las dos minas más importantes, desde una perspectiva histórica están en Serabit el-Jadim y Uadi Maghara, y se encuentran entre los yacimientos conocidos más antiguos. La mina está localizada a unos cuatro kilómetros de un antiguo templo dedicado a la diosa Hathor.

### Estados Unidos
En el sudoeste de los Estados Unidos se encuentran yacimientos significativos de turquesas: Arizona, California, Colorado, Nuevo México y Nevada son o eran especialmente ricos en este mineral. 
Los depósitos de California y Nuevo México eran explotados con herramientas de piedra por los nativos antes del descubrimiento de América. Cerrillos en Nuevo México se encuentra entre las minas más antiguas de la región. Antes de la década de 1920 el estado era el mayor productor del país, pero hoy en día su operatividad es casi nula. Sólo un yacimiento en California, localizado en Apache Canyon (condado de San Bernardino) funciona con capacidad comercial.

### Otros yacimientos
El uso ornamental y como moneda (mediante trueque) de las turquesas ha estado muy extendido en India, en las rutas caravaneras de Asia y entre pueblos nómadas como los mogoles. En zonas montañosas como los Hymalayas y Altái son usadas para adornar los cabellos de hombres y mujeres.China ha sido un yacimiento de menor orden desde hace 3000 años o más. Gemas de calidad, en la forma de nódulos compactos son encontradas en Yunxian y Zhushan, en la provincia de Hubei. Además, Marco Polo relató haber encontrado turquesas en Sichuan.
La mayoría de las turquesas chinas son exportadas, pero también producen pequeñas tallas trabajando el material de forma similar al jade. 
Rusia, Mongolia, Nepal, Bután, Afganistán, Turquestán, India y la península Indochina son destacados compradores de turquesas, empleadas sobre todo en los vestidos y celebraciones tradicionales.
En el Tíbet, donde las turquesas verdes son muy apreciadas, se supone que existen depósitos de gemas de buena calidad en las montañas de Derge y Nagari-Khorsum, en el este y oeste de la región respectivamente. Sin embargo, la existencia de estas minas es puesta en duda por algunos debido a la falta de comprobación.
En México se encuentra en ocasiones turquesas en las minas de cobre de Cananea y Nacozari en el estado Sonora, pero la compañía dueña de esas minas no las explota comercialmente y por lo general se pierden en el proceso de extracción del cobre.
Otros lugares en donde se explota este mineral son: Afganistán, Australia, el norte de Chile y Turquestán.

## Historia del uso

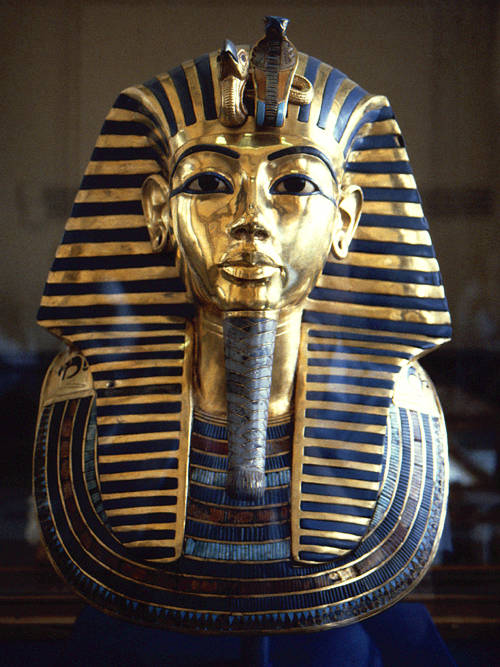
Máscara de oro de Tutankamón, incrustrada con lapislázuli, cornalina y pasta de vidrio.

Las tonalidades de la turquesa han sido apreciadas en muchas culturas importantes de la antigüedad: han adornado a los gobernantes del Antiguo Egipto, a los incas, moches, chimúes, aztecas (y posiblemente otras culturas mesoamericanas precolombinas), a los persas, Mesopotamia, Civilización del valle del Indo y en China desde al menos, la Dinastía Shang. A pesar de ser una de las gemas más antiguas, y probablemente la primera en ser introducida a Europa a través de Turquía, junto con otros productos provenientes de la ruta de la seda, la turquesa no se convirtió en una piedra ornamental importante hasta el siglo XIV. Aparentemente fue desconocida en la India hasta el período mogol, y en Japón hasta el siglo XVIII. Una creencia compartida por muchas de estas civilizaciones sostiene que la turquesa posee ciertas cualidades profilácticas: se pensaba que cambiaba de color de acuerdo al estado de salud de quien la usaba y protegía de fuerzas malignas.
Los aztecas incrustaban turquesas junto con oro, cuarzo, malaquita, azabache, jade, coral y conchas en objetos posiblemente ceremoniales, tales como máscaras (algunas de las cuales tenían como base una calavera auténtica), cuchillos y escudos. Resinas naturales, betún y cera eran usados para unir las turquesas a la base de material, que generalmente era madera, aunque también se utilizaban huesos y conchas marinas.
Actualmente se usa mucho en joyería, orfebrería y bisutería.

## Valor y cuidado
La pureza de color es el factor determinante del valor de una turquesa: en general, el color más apreciado es el azul oscuro, decreciendo el valor con el incremento de matices verdosos, el desvanecimiento del color y las manchas. Sin embargo, en el Tíbet se prefieren en color azul más verdoso. Cualquiera sea el color, la turquesa no debe ser excesivamente blanda o calcárea, incluso si está "curada", tal material (que la mayoría de las turquesas poseen) es capaz de desvanecerse o decolorarse después de cierto tiempo y no es apropiado para el uso en joyería.
La roca madre en la cual se encuentra la turquesa algunas veces puede ser vista como una mancha irregular o como una red de vetas marrones o negras que surcan la piedra. Estas vetas pueden aumentar el valor de la piedra, o disminuirlo. Las turquesas con vetas son muy apreciadas en el Sudeste de los Estados Unidos, pero no en Asia, ya que se prefiere la pureza y las piedras sin vetas. La uniformidad del color es muy apreciada, y en las piezas terminadas, la calidad del trabajo también es un factor positivo: como el brillo y la simetría de la piedra. Las piedras ajustadas o calibradas -piedras adheridas a la bisutería ajustando su medida- suelen ser las más codiciadas. Al igual que el coral y otras gemas opacas, la turquesa es comúnmente vendida a un precio acorde a su tamaño en milímetros más que por quilates.
Las turquesas pueden ser tratadas de diversas formas, algunas de manera más radical y permanente que otras. Existen controversias sobre si algunos de estos tratamientos deberían ser aceptables, pero el más aceptado es aquel que mediante la aplicación de cera o aceite se mejora la coloración y el lustre de la gema: si esta es de alta calidad, absorbe poca cera o aceite, y la turquesa no necesita de este tratamiento para conservar el color y belleza. Ante la igualdad de todos los factores, la turquesa que no ha sido tratada siempre será la más cara. 
Siendo un material de fosfato, la turquesa es intrínsecamente frágil y sensible a los solventes; los perfumes y otros cosméticos pueden alterar su color, al igual que las pieles grasas. Exposiciones prolongadas a la luz solar también pueden decolorarla o deshidratarla. Deben tomarse ciertos cuidados cuando se utiliza como joya: los cosméticos, incluyendo los bronceadores o protectores solares y el aerosol para cabello deben ser aplicados antes de ponerse los accesorios, y no debe ser utilizada en la playa u otros lugares soleados. Después de su uso, la turquesa debe ser limpiada con un paño suave para evitar la acumulación de residuos, y debe guardarse en un recipiente, aislada de otras piezas, para evitar rayaduras ocasionadas por otras gemas más duras y mejor pulidas.

## Grabado en turquesa
La dureza poco consistente de la turquesa debió de impedir entre los antiguos grabar con frecuencia en esta piedra al mismo tiempo que los ejemplares de la antigüedad han debido de alterarse viniendo hasta nosotros. Sea como quiera, son pocos los grabados de turquesa que se conocen. Sin embargo, hay algunos:
- Un amuleto de la colección Genevosio, convexo por un lado y plano por el otro, representando por una cara a Diana con dos ramas en las manos y por otra especie de sistro, una estrella y una abeja, con palabras griegas en ambos lados
- El gabinete del duque de Orleans poseía dos turquesas grabadas, una representando a Diana con su carcaj a la espalda y otra a Faustina, la madre
- Se cita además en la galería de Florencia, una turquesa como una bola de billar en que hay grabada una cabeza. Se había creído ver en ella la de César pero parece que representa a Tiberio[3]

## Simbología
En Asia Central se la considera un valioso talismán que simboliza el valor y la esperanza, además de proporcionar éxito a los hombres enamorados y virtud a las muchachas. Otra creencia dice que protege la nariz y de las dolencias respiratorias. Se sitúa bajo el signo de Tauro.